# 99nen no ai: Japanese Americans
99nen no ai: Japanese Americans (99年の愛〜JAPANESE AMERICANS〜?, Kyūjūkyūnen no ai Japanīzu Amerikanzu, "Novantanove anni d'amore: Nippo-americani") è una miniserie televisiva giapponese di genere storico del 2010 diretta da Katsuo Fukuzawa, con protagonisti Tsuyoshi Kusanagi e Yukie Nakama. Prodotta dalla TBS in occasione del 60º anniversario dell'emittente televisiva (in collaborazione con Toyota e Panasonic), è stata trasmessa dallo stesso canale giapponese nell'arco di cinque serate consecutive, dal 3 novembre al 7 novembre, facendo registrare in media il 15,4% di share.
La miniserie racconta la storia di una famiglia di emigrati giapponesi trasferitasi negli Stati Uniti d'America agli inizi del Novecento. Con lo scoppio della seconda guerra mondiale la varie generazioni sono costrette a confrontarsi con l'intolleranza e il razzismo crescenti nei loro confronti.

## Trama
Nel 1910 Chōkichi Hiramatsu emigra dal Giappone negli Stati Uniti d'America alla ricerca di una vita migliore. Inizia a lavorare come operaio stagionale in quel di Seattle, riuscendo col tempo a guadagnare abbastanza soldi da comperare un lotto di terra e una fattoria insieme alla moglie Tomo. Dal loro matrimonio nascono quattro figli: Ichirō, Jirō, Shizu e Sachi.
Una volta che la seconda guerra mondiale ha inizio le relazioni tra i due paesi peggiorano drasticamente e la vita della famiglia negli Stati Uniti si fa sempre più ardua. Il figlio maggiore, Ichirō, sperimenta per la prima volta all'università cosa significhi essere discriminati per il fatto di essere di origini giapponesi; un giorno salva una collega di nome Shinobu da un tentativo di stupro e i due finiscono per innamorarsi. Benché inizialmente Chōkichi si opponga al loro fidanzamento per via della differenza di ceto tra i due (la ragazza è infatti figlia di un membro dell'ambasciata giapponese negli Stati Uniti), Shinobu si trasferisce a casa Hiramatsu, dove aiuta la famiglia nel lavoro nei campi.
In seguito all'attacco di Pearl Harbor e l'inizio della guerra tra le due nazioni Chōkichi viene arrestato dall'FBI a causa delle sue idee antistatunitensi, mentre Ichirō, Jirō, Shinobu e Tomo vengono internati nel campo di Manzanar. Nel frattempo Chōkichi aveva convinto Shizu e Sachi a fare ritorno in Giappone, preoccupato dalle possibili ripercussioni del crescente sentimento antigiapponese sulla salute delle figlie.
Per dimostrare fedeltà agli Stati Uniti Ichirō si arruola nell'esercito, venendo assegnato al 442º reggimento di fanteria (composto quasi interamente da nippo-americani) sul fronte europeo, dove rimane ucciso. Nel frattempo Sachi e Sazu vengono separate finendo rispettivamente a Okinawa e Hiroshima e sono spesso vittime di bullismo a causa della loro cittadinanza statunitense; durante la guerra la prima entra a far parte delle Himeyuri Gakutotai vivendo in prima persona la battaglia di Okinawa, mentre la seconda sopravvive alla scoppio della bomba atomica sulla città, morendo alcuni anni più tardi a causa delle radiazioni.
Con la fine della guerra Chōkichi si suicida non riuscendo a sopportare l'umiliazione subita in seguito alla sconfitta del Giappone, mentre Jirō, Tomo e Shinobu (che nel frattempo aveva dato alla luce Ken, il figlio di Ichirō) decidono di rimanere negli Stati uniti, cercando di rifarsi una vita. Assistono a Washington alla parata in onore dei caduti del 442º reggimento di fanteria, rendendosi conto che grazie alle gesta dei soldati che ne hanno fatto parte, tra cui Ichirō, l'opinione pubblica sui giapponesi sta migliorando. Riescono anche a riacquistare la loro vecchia proprietà a Seattle, dove Jirō e Shinobu rimangono a vivere anche dopo la morte di Tomo. Nel 2010 si rincontrano con Shachi, della quale avevano perso ogni contatto: insieme ripercorrono e ricostruiscono la storia della loro famiglia attraverso il racconto delle loro esperienze personali.

## Episodi
| Nº | Giapponese 「Kanji」 - Rōmaji | In onda         | In onda |
| Nº | Giapponese 「Kanji」 - Rōmaji | Giapponese      |         |
| 1  | 「- 未来を信じ、差別や戦争を逞しく生き抜いた、家族の愛の物語」 - Mirai o shinji, sabetsu ya sensō o takumashiku ikinuita, kazoku no ai no monogatari                                                     | 3 novembre 2010 |         |
| 2  | 「- 開戦〜日米に引き裂かれた家族… 愛と涙の別離」 - Kaisen - Nichibei ni hikisaka reta kazoku... ai to namida no wakare                                                                                   | 4 novembre 2010 |         |
| 3  | 「- 屈辱の強制収容所へ迫られる選択… 戦うのは日本かアメリカか」 - Kutsujoku no kyōseishūyōsho e semarareru sentaku... tatakau no wa Nihon ka Amerika ka                                                   | 5 novembre 2010 |         |
| 4  | 「- 日系人部隊の決意〜家族や仲間の名誉と誇りを懸けた戦い!! もうジャップとは呼ばせない」 - Nikkei hito butai no ketsui - Kazoku ya nakama no meiyo to hokori o kaketa tatakai!! Mō jappu to wa yoba senai | 6 novembre 2010 |         |
| 5  | 「- 日米に引き裂かれた家族に奇跡の再会が… 平和を願う想いが今夜完結」 - Nichibei ni hikisaka reta kazoku ni kiseki no saikai ga... heiwa o negau omoi ga kon'ya kanketsu                                  | 7 novembre 2010 |         |